# 사카에촌 (아이치현 니와군)
사카에촌(栄村)은 아이치현 니와군에 설치되었던 촌이다. 현재의 고난시에 해당한다.